# التوفري (فلم)
التوفري هو فيلم مغربي من إخراج مصطفى فاكر سنة 2019، وبطولة كل من السعدية أزكون، ميلود الحبشي، يوسف الجندي، نجاة خير الله، عمر لطفي، بنعيسى الجيراري، عبد اللطيف خمولي، وآخرون.
يسلط الفيلم الضوء على فترة من تاريخ المغرب (بين 1930 و1940)، ويحكي عن أحداث ووقائع عاشتها أسرة قروية خلال الكفاح الوطني ضد الاستعمار الفرنسي.
يُحيل اسم «التوفري» (tous frais) إلى الحفرة تحت الأرض، التي تستعمل كمخزن للمحصول الزراعي من حبوب في فترة الاستعمار.

## القصة
يحكي الفيلم قصة أسرة بدوية تعيش حياة قاسية خلال المرحلة الاستعمارية نتيجة ظلم واضطهاد قائد مغربي عميل للحكم الفرنسي، لترد على ذلك بشكل ثوري، الشيء الذي ساهم في بلورة وعي وكفاح الوطنيين بشكل عفوي وتلقائي.

## روابط خارجية
- مقالات تستعمل روابط فنية بلا صلة مع ويكي بيانات
- التوفري على موقع filmexport